# 블리트 (2002년 영화)
《블리트》(프랑스어: Le Boulet)는 프랑스와 영국에서 제작된 알랭 베르베리앙, 프레데리크 포레스티에 감독의 2002년 액션 모험 코미디 영화이다. 제라르 랑뱅, 브누아 풀보르드 등이 출연하였다.

## 출연진
- 제라르 랑뱅
- 브누아 풀보르드
- 조제 가르시아
- 자이먼 운수
- 로시 데팔마
- 장 벤기기
- 제라르 다르몽
- 스토미 뵈그지
- 오마르 시
- 니콜라 아넬카
- 자멜 드부즈 (크레디트 미기재)
- 토마 랑그만 (크레디트 미기재)

## 기타 제작진
- 라인 제작: 토마 랑그만
- 보조 제작: 자크에리크 스트로스
- 배역: 프랑수아즈 메니드레
- 미술: 카를로스 콩티
- 의상: 샤툰